# Sistemes de puntuació en el go
Aquest article pretén aprofundir en els tipus de sistemes de puntuació en el go més utilitzats: regles japoneses, regles xineses, AGA, neozelandeses i ING. Les regles japoneses i les xineses són habitualment les més utilitzades.
Els sistemes de puntuació poden arribar a determinar la vida o mort dels grups, obligar a jugar les interseccions públiques (dames), o si els jugadors comencen amb un nombre determinat de pedres o no.

## Tipus de sistemes

### Regles japoneses
En una partida segons les regles japoneses (també conegudes com a regles de territori), la puntuació final d'un jugador és la suma del seu territori i les pedres capturades a l'oponent. Les situacions de seki, on dos grups estan simultàniament vius o morts, no són considerats com a territori.
Al final de la partida, ambdós jugadors convenen quins grups estan vius o morts, i els retiren del taulell. Habitualment, es reordenen les àrees de forma que resulti més senzill de comptar, fet que resulta estètic per a molts jugadors.
No hi ha regla de superko (si es dona un triple ko, el joc es considera cancel·lat). El suïcidi de pedres és sempre prohibit.

### Regles xineses
En una partida amb regles xineses (també conegudes com a regles d'àrea), la puntuació final és la suma del territori i les pedres en el tauler (no es tenen en compte les captures). Del fet que totes les pedres en el tauler acaben afectant la puntuació final, és necessari jugar els dames a final de joc. L'avantatge de les regles xineses és que només cal calcular els punts d'un dels jugadors per determinar-ne el vencedor.
Existeix una regla especial de superko per prevenir cicles en el tauler. Al jugador blanc se li dona un punt addicional de komi per cada pedra de handicap que dona a negre.

### AGA
Les regles AGA (American Go Association) són jugades com les regles xineses, però al jugador blanc se li dona un punt addicional de komi per cada pedra de handicap, llevat de la primera. Existeix una regla especial, per la qual se li dona a l'oponent una pedra cada cop que es passa, que fa que la puntuació final acabi sent la mateixa tant si s'utilitza el mètode xinès com el japonès.

### Neozelandeses
Les regles neozelandeses són com les xineses, excepte pel fet que permeten el suïcidi de més d'una pedra.

### ING
Les regles ING funcionen bàsicament com les regles xineses, però els dos jugadors comencen amb 180 pedres. La Fundació ING fabrica uns bols especials per tal que sigui senzill començar el joc. Les pedres capturades tornen al jugador a qui pertanyen. Quan el joc finalitza, ambdós jugadors omplen el seu territori amb les pedres que els queden al bol, el que aconsegueix quedar-se'n sense cap guanya.
Blanc rep vuit punts de komi posant quatre pedres en el territori de negre al principi del recompte de punts. Com que negre guanya desempats, de fet el komi és de 7,5.
Hi ha regla de superko. Es permet el suïcidi de més d'una pedra.